# 1750
Перша наукова революція •  Глухівський період в історії Гетьманщини •  Російська імперія

## Геополітична ситуація
Османську імперію очолює Махмуд I (до 1754). Під владою османського султана перебувають Близький Схід та Єгипет, Середземноморське узбережжя Північної Африки, частина Закавказзя, значні території в Європі: Греція, Болгарія та Сербія. Васалами османів є Волощина та Молдова.
Священна Римська імперія охоплює, крім німецьких земель, Угорщину з Хорватією, Трансильванію, Богемію, Північну Італію, Австрійські Нідерланди. Її імператор — Франца I (до 1765). Марія-Терезія має титул королеви Угорщини. Королем Пруссії є Фрідріх II (до 1786).
На передові позиції в Європі вийшла Франція, якою править Людовик XV (до 1774). Франція має колонії в Північній Америці та Індії. В Іспанії королює Фернандо VI (до 1759). Королівству Іспанія належать південь Італії, Нова Іспанія, Нова Гранада та Віцекоролівство Перу в Америці, Філіппіни. На троні Португалії Жуана V змінив Жозе I (до 1777). Португалія має володіння в Бразилії, в Африці, в Індії, в Індійському океані й Індонезії.
Північ Нідерландів займає Республіка Об'єднаних провінцій. Вона має колонії в Північній Америці, Індонезії, на Формозі та на Цейлоні. Великою Британією править Георг II (до 1760). Британія має колонії в Північній Америці, на Карибах та в Індії. Король Данії та Норвегії — Фредерік V (до 1766), на шведському троні сидить Фредерік I (до 1751). На Апеннінському півострові незалежні Венеційська республіка та Папська область. У Речі Посполитій королює Август III Фрідріх (до 1763). На троні Російської імперії сидить Єлизавета Петрівна (до 1761).
Україну розділено по Дніпру між Річчю Посполитою та Російською імперією. Відновлено посаду гетьмана. Новим гетьманом обрано Кирила Розумовського. Нова Січ є пристановищем козаків. Існує Кримське ханство, якому підвладна Ногайська орда.
В Ірані до влади прийшла династія Зандів при формальному правлінні сефевіда Ісмаїла III.
Значними державами Індостану є Імперія Великих Моголів, Імперія Маратха. У Китаї править Династія Цін. У Японії триває період Едо.

## Демографія
- Населення Землі: 791 млн
  - Африка: 106 млн
  - Азія: 502 млн
  - Європа: 163 млн
  - Латинська Америка: 16 млн
  - Північна Америка: 2 млн
  - Океанія: 2 млн

## Події

### В Україні
- Указом імператриці відновлено посаду гетьмана. Новим гетьманом заочно обрали в Глухові Кирила Розумовського.
- На посаді кошового отамана Війська Запорозького Іван Кажан змінив Олексія Козелецького.

### У світі
- У Мадриді укладено договір між Іспанією та Португалією про розподіл територій у Південній Америці. За договором до Португалії переходила територія Семи східних місій, індіянцям з яких було запропоновано переселитися на інший беріг річки Уругвай.
- 18 листопада в Лондоні було відкрито Вестмінстерський міст.
- Жозе I короновано королем Португалії. Він змінив на троні батька Жуана V. Фактично владу сконцентрував у своїх руках міністр Себаштіан де Карвалю, обмеживши вплив у країні інквізиції.
- 25 грудня Пруссія та Росія розірвали дипломатичні стосунки через відмову Росії припинити підтримку Саксонії.

### Наука та культура
- Томас Райт сформулював припущення, що галактика Чумацький Шлях має форму диска.
- Шведський натураліст Пер Осбек вирушив в експедицію в Китай.
- Леонард Ейлер та Даніель Бернуллі розробили теорію балки.
- Медаль Коплі отримав натураліст Джордж Едвардс.
- Жан-Жак Руссо виграв конкурс Діжонської академії з твором «Розмірковування про мистецтва й науки»
- Семюел Джонсон почав видавати журнал «Бурлака» (Rambler).
- Засновано Венеційську академію витончених мистецтв.

## Вигадані події
- У 1750 році відбуваються події фільму «Пірати Карибського моря: На дивних берегах»

## Народились
- 18 серпня, Антоніо Сальєрі — італійський композитор.
- 23 грудня, Фрідріх Август І — король Саксонії.

Дивись також Категорія:Народились 1750

## Померли
- 28 травня, Сакураматі — 115-й імператор Японії.
- 26 липня, Василь Татищев — російський етнограф та державний діяч.
- 28 липня, Йоганн Себастьян Бах — німецький музикант та композитор.
- 31 липня, Жуан V — король Португалії.

Дивись також Категорія:Померли 1750